# Реберний хрящ
реберні хрящі - це бруски гіалінових хрящів, які слугують для подовження ребер вперед і сприяють еластичності стінок грудної клітки. Реберний хрящ знаходиться лише на передніх кінцях ребер, забезпечуючи медіальне розгинання.

## Відмінності від ребер 1-12
Перші сім пар з'єднані з sternum; наступні три зчленовані з нижньою межею хряща попереднього ребра; останні два мають загострені кінцівки, які закінчуються в стінці черевної порожнини.
Як і ребра, реберні хрящі різняться за своєю довжиною, шириною та напрямком. Вони збільшуються в довжину від першого до сьомого, потім поступово зменшуються до дванадцятого.
Їх ширина, як і ширина проміжків між ними, зменшується від першої до останньої. Вони широкі в місцях прикріплення до ребер і звужуються до грудних кінцівок, за винятком перших двох, які мають однакову ширину на всьому протязі, і шостої, сьомої та восьмої, які розширюються там, де їхні краї стикаються.
Вони також різняться за напрямком: перший трохи спускається до грудини, другий горизонтальний, третій злегка піднімається, тоді як інші - кутові, на невеликій відстані слідують за ходом ребер, а потім піднімаються до грудини або до попереднього хряща.

## Будова
Кожен реберний хрящ має дві поверхні, дві границі та два кінці.

### Поверхні
Передня поверхня опукла, спрямована вперед і вгору: на першій поверхні прикріплюються ключично-соскоподібна зв'язка і підключичний м'яз; на перших шести або семи на своїх стернальних кінцях - великий грудний м'яз. Інші покриті і частково прикріплені до деяких плоских м'язів живота.
Задня поверхня увігнута і спрямована назад і вниз; перша з них прикріплюється до грудинно-ключично-соскоподібний м'яз, з третьої по шосту включно - до поперечний м'яз грудної клітки, а шість або сім нижчих - до поперечний м'яз живота і діафрагма.

### Межі
З двох країв «верхній» увігнутий, нижній опуклий; вони забезпечують прикріплення до внутрішні міжребер'я: верхній край шостого дає прикріплення також до великий грудний м'яз.
«Нижні» межі шостого, сьомого, восьмого та дев'ятого хрящів мають п'яткоподібні виступи в місцях найбільшої випуклості. Ці виступи мають гладкі довгасті фасетки, які зчленовуються з фасетками на невеликих виступах від верхніх меж сьомого, восьмого, дев'ятого та десятого хрящів відповідно.

### Міжхрящові зчленування
Міжхрящові зчленування - це суглоби, що утворюються між реберними хрящами реброа реброа. Суміжні межі шостого, сьомого і восьмого, а іноді дев'ятого і десятого реберних хрящів з'єднуються один з одним невеликими, гладкими, довгастими фасетками. Кожне зчленування вкрите тонкою суглобова капсула, вистелена синовіальна оболонка і укріплена латерально і медіально зв'язковими волокнами (міжхрящовими зв'язками), які переходять від одного хряща до іншого. Іноді п'ятий реберний хрящ, рідше дев'ятий і десятий, зчленовуються своїми реберні хрящі#Межі#Нижні межі з сусідніми хрящами невеликими овальними фасетками; частіше з'єднання відбувається за допомогою декількох зв'язкових волокон.

### Кінцівки
Латеральний кінець кожного хряща неперервний з кістковою тканиною ребра, до якого він належить.
Медіальний кінець першого хряща є суцільним з грудниною; медіальні кінці шести наступних хрящів заокруглені і входять у неглибокі ввігнутості на бічних краях груднини.
Медіальні кінці восьмого, дев'ятого і десятого реберних хрящів загострені і з'єднуються кожен з хрящем, розташованим безпосередньо вище.
Кінці одинадцятого та дванадцятого загострені та вільні.

## Клінічне значення
При похилого віку, реберні хрящі схильні до поверхневого окостеніння, особливо у жінок у віці 50 років і старше.
При костохондріті та синдромі Тітце відбувається запалення реберного хряща. Це поширена причина біль у грудях.
Реберний хрящ може бути Трансплантат тканини для репаративного використання в інших частинах тіла. Хоча це зазвичай проводиться з використанням загальної анестезії, також може використовуватися внутрішньовенна седація. Процедура становить незначний ризик розриву плеври.

## Додаткові зображення

Положення реберних хрящів (показано червоним кольором). Анімація.Положення реберних хрящів (показано червоним кольором). Анімація.
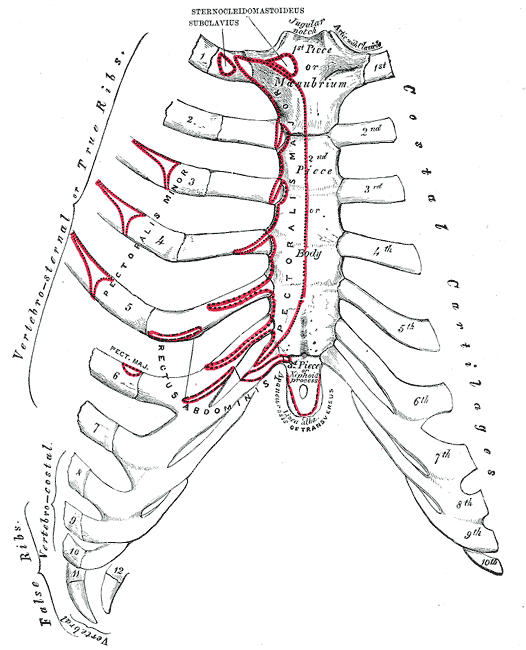
Передня поверхня sternum та реберні хрящі.

## Зовнішні посилання
- Посилання на картинку